# Lacinipolia naevia
Lacinipolia naevia là một loài bướm đêm trong họ Noctuidae.